# Barbara Sloesen
Barbara Sloesen (Rotterdam, 15 juli 1988) is een Nederlands actrice.

## Biografie
Sloesen studeerde in 2013 af aan de Toneelacademie Maastricht. Na enkele theater- en tv-producties kreeg ze in 2014 de rol van Anna Brandt in de soapserie Goede tijden, slechte tijden. Ze speelde deze rol tot en met 2017. Dit was haar eerste grote rol in een Nederlandse televisieproductie. Ze speelde daarna in speelfilms als Mannenharten 2, Rokjesdag en Onze jongens. In 2018 en 2020 kreeg ze hoofdrollen in de speelfilms Zwaar verliefd! (1 en 2) en Alles is zoals het zou moeten zijn, die ook op Netflix werden uitgebracht.
In 2024 deed Sloesen mee aan het 23e seizoen van De Slimste Mens. In 2025 deed ze mee aan het televisieprogramma No Way Back VIPS. In datzelfde jaar deed Sloesen mee aan het televisieprogramma The Floor VIPS.